# بانی اریکسون
بانی اریکسون (زادهٔ ۲۰ سپتامبر ۱۹۴۱) طراح آمریکایی عروسک، لباس، اسباب‌بازی و گرافیک است که بیشتر برای همکاری‌اش با جیم هن‌سون و ماپت‌ها شناخته می‌شود. از شناخته‌شده‌ترین طراحی‌های او می‌توان به میس پیگی، استتلر و والدورف و به عنوان یکی از شرکای شرکت هاریسون/اریکسون، عروسک نمادین لیگ برتر بیسبال یعنی فیلی فاناتیک اشاره کرد.

## زندگی‌نامه

### شرکت جیم هن‌سون و ماپت‌ها
اریکسون با پیش‌زمینه‌ای در تئاتر و هنر فعالیت حرفه‌ای خود را آغاز کرد و در دانشگاه مینه‌سوتا و لیگ دانش‌آموزان هنر نیویورک تحصیل کرده بود. او پس از کار در تئاتر رسمی به‌عنوان دستیار طراح لباس، پاتریشیا کویین استوارت، در سال ۱۹۷۰ توسط جیم هن‌سون استخدام شد تا لباس‌هایی برای شخصیت‌های ماپت در نمایش شاهزاده قورباغه طراحی کند. او همکاری خود را با این شرکت ادامه داد و در ساخت عروسک‌هایی از فوم تراش‌خورده مانند میس پیگی و استتلر و والدورف تخصص پیدا کرد.
اریکسون به‌عنوان رئیس کارگاه ماپت برای شرکت جیم هن‌سون فعالیت کرد و در سال ۱۹۷۶ کارگاه اولیه لندن را برای برنامه نمایش ماپت راه‌اندازی کرد.
در سال ۱۹۸۳، اریکسون به‌عنوان مشاور طراحی و مدیر کارگاه برای مجموعه فرگل راک از شرکت جیم هن‌سون مشغول به کار شد.
در سال ۱۹۸۶، اریکسون به شرکت جیم هن‌سون بازگشت و به‌عنوان معاون پروژه‌های خلاقانه مشغول به کار شد، جایی که در تولیداتی مانند داستان پیک‌نیک خرگوشه و اسباب‌بازی کریسمس مشارکت داشت.
اریکسون از سال ۱۹۸۷ تا ۲۰۰۰ به‌عنوان مدیر خلاق بخش محصولات شرکت جیم هن‌سون و کارگاه تلویزیون کودکان فعالیت داشت. از میان محصولات زیادی که او طراحی هنری آن‌ها را بر عهده داشت، می‌توان به اسباب‌بازی محبوب کودکان یعنی تیکلمی المو اشاره کرد.

### شرکت هاریسون/اریکسون
در سال ۱۹۷۷، او و همسرش وید هاریسون شرکت هاریسون/اریکسون، اینک را تأسیس کردند، یک استودیوی طراحی و منبع بازاریابی برای تیم‌های ورزشی ملی، تولید تلویزیونی و صنایع تبلیغات و اسباب‌بازی، که شرکت جیم هن‌سون از اولین مشتریان آن‌ها بود.
اریکسون بسیاری از عروسک‌های نمادین ورزشی حرفه‌ای را طراحی کرد، از جمله فیلی فاناتیک و یوپی! که اکنون در موزه ملی بیسبال و تالار مشاهیر قرار دارند.
هاریسون و اریکسون از مدیران موزه بازی استرانگ هستند.
علاوه بر تبلیغات داخلی، شرکت هاریسون و اریکسون، اینک طراحی‌ها را تولید کرده و برای مشتریان بین‌المللی در فرانسه، آلمان، مکزیک، سوئیس و ژاپن تولیدات و عملکردها را فراهم کرده است. یک سری تبلیغات «بودویزر تیست باد» به‌طور انحصاری توسط اریکسون برای شنبه شب زنده ساخته شد. او شخصیت‌هایی برای هر دو برند برگرکینگ و مک‌دونالد طراحی کرد و اولین «هپی میل» سخنگو را ایجاد کرد.

### میراث جیم هن‌سون
در سال ۱۹۹۴، اریکسون به عضویت هیئت امنا میراث جیم هن‌سون درآمد، یک سازمان غیرانتفاعی که به حفظ و ادامه تأثیرات جیم هن‌سون در دنیای عروسک‌سازی، تلویزیون، سینما، جلوه‌های ویژه و فناوری رسانه‌ای اختصاص دارد. از سال ۲۰۰۷ تا ۲۰۱۰، او به‌عنوان رئیس و سپس مدیر اجرایی تا سال ۲۰۱۴ خدمت کرد. در دوران حضور او، او نظارت بر اهدای اشیاء از تولیدات جیم هن‌سون به مؤسسه اسمیتسونیان، مرکز هنرهای عروسک‌سازی، موزه تصویر متحرک، موزه ملی بازی استرانگ و موزه فرهنگ پاپ را بر عهده داشت.
اریکسون همچنین در نصب مجسمه‌ای از جیم هن‌سون و کرمیت قورباغه در دانشگاه مریلند نقش داشت. عروسک کاریکاتوری جیم هن‌سون که او طراحی کرده بود، الهام‌بخش عروسک یادبود میراث جیم هن‌سون از پالیسیدز تویز شد.

## تئاتر زنده
کارهای اریکسون در تولید چندرسانه‌ای «آنت جنگجو» برای جشنواره «موج بعدی» در آکادمی موسیقی بروکلین در نیویورک در سال ۱۹۸۸ و در تور ملی بت میدلر با عنوان «دیوانه الوهی میس قرن جدید» در سال ۱۹۹۹ به نمایش درآمد.
در سال ۲۰۱۲، اریکسون نظارت بر «دنیای موسیقایی جیم هن‌سون» را بر عهده داشت، یک کنسرت دو شبانه در تالار کارنگی که با همکاری نیویورک پاپس و شخصیت‌های ماپت‌ها، خیابان سمسم و فرگل راک برگزار شد.